# Harold (viquingue)
Harold (em latim: Hagroldus) foi um poderoso líder viquingue do século X, senhor da guerra governador de Bayeux que defendeu o enclave de Bayeux durante os acontecimentos posteriores ao assassinato de Guilherme I da Normandia em 942. 
Harold divulgou o paganismo na Normandia para alguns cristãos.
Harold aparece em diversas crónicas contemporâneas como protagonista dos conflitos entre as facções opostas dos herdeiros do império carolíngio.
A sua figura histórica aparece também nas Crónicas de São Columba, nas Crónicas de Saint Pierre of Sens, nos Annales de Saint-Quentin e nos Annales Dorenses. Fontes mencionam que após o cerco de Bayeux, Harold aliou-se ao próprio Conde dos Francos, mas tudo indica que foi voluntariamente e não em consequência de um possível poder militar. Na verdade, os historiadores concordam e pelas diferentes citações fica claro que ele não estava sujeito à autoridade dos condes de Ruão ou dos jarl e dos francos, e que protegia e governava seu território de forma autônoma.